# Ivaň (Olomouc)
Ivaň (in tedesco Eiwan) è un comune della Repubblica Ceca facente parte del distretto di Prostějov, nella regione di Olomouc.